# Congresso di Gniezno

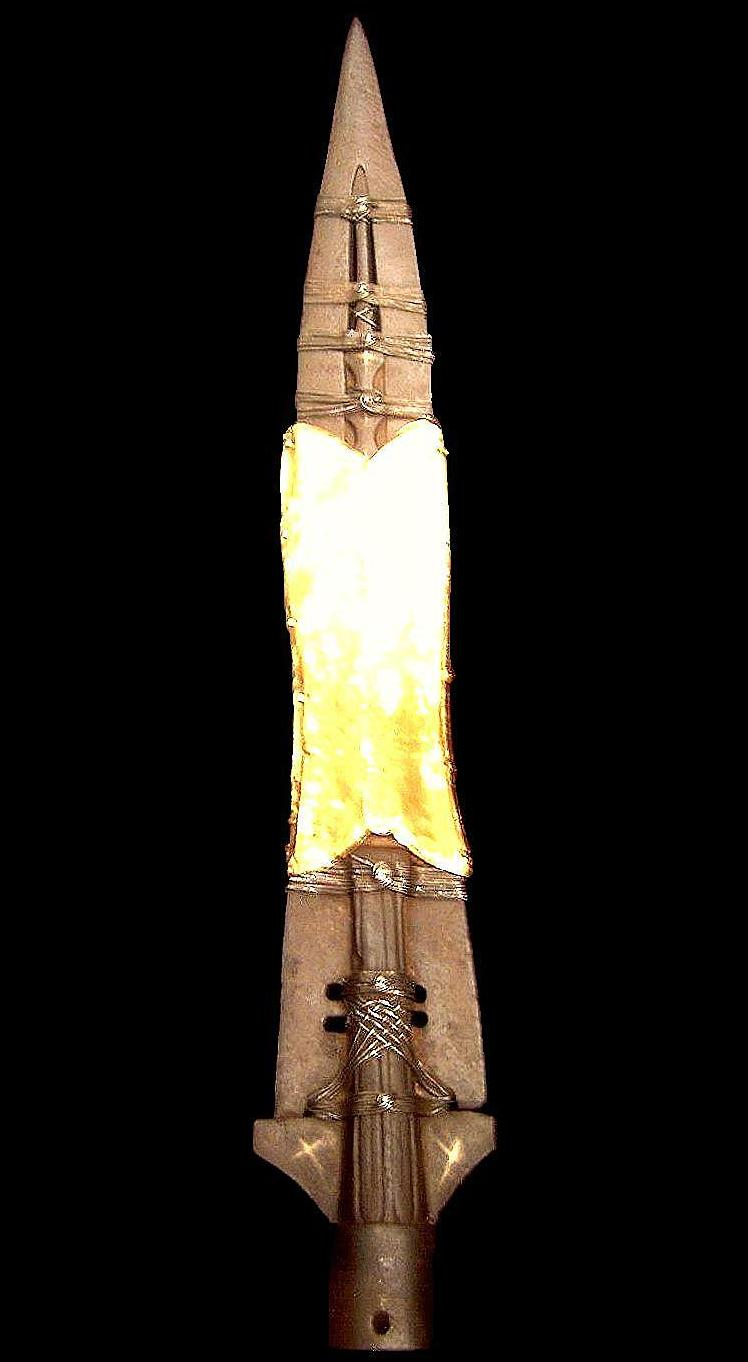
La punta della Lancia Sacra, Tesoro Imperiale, Vienna

Il Congresso di Gniezno (in polacco Zjazd gnieźnieński, in tedesco Akt von Gnesen oppure Gnesener Übereinkunft) fu un incontro svoltosi l'11 marzo del 1000 tra il duca polacco Boleslao I il Coraggioso e l'imperatore Ottone III, che ebbe luogo a Gniezno. Gli studiosi non sono d'accordo sui dettagli delle decisioni prese all'incontro, soprattutto se Boleslao divenne re della Polonia o no.

## Il preludio

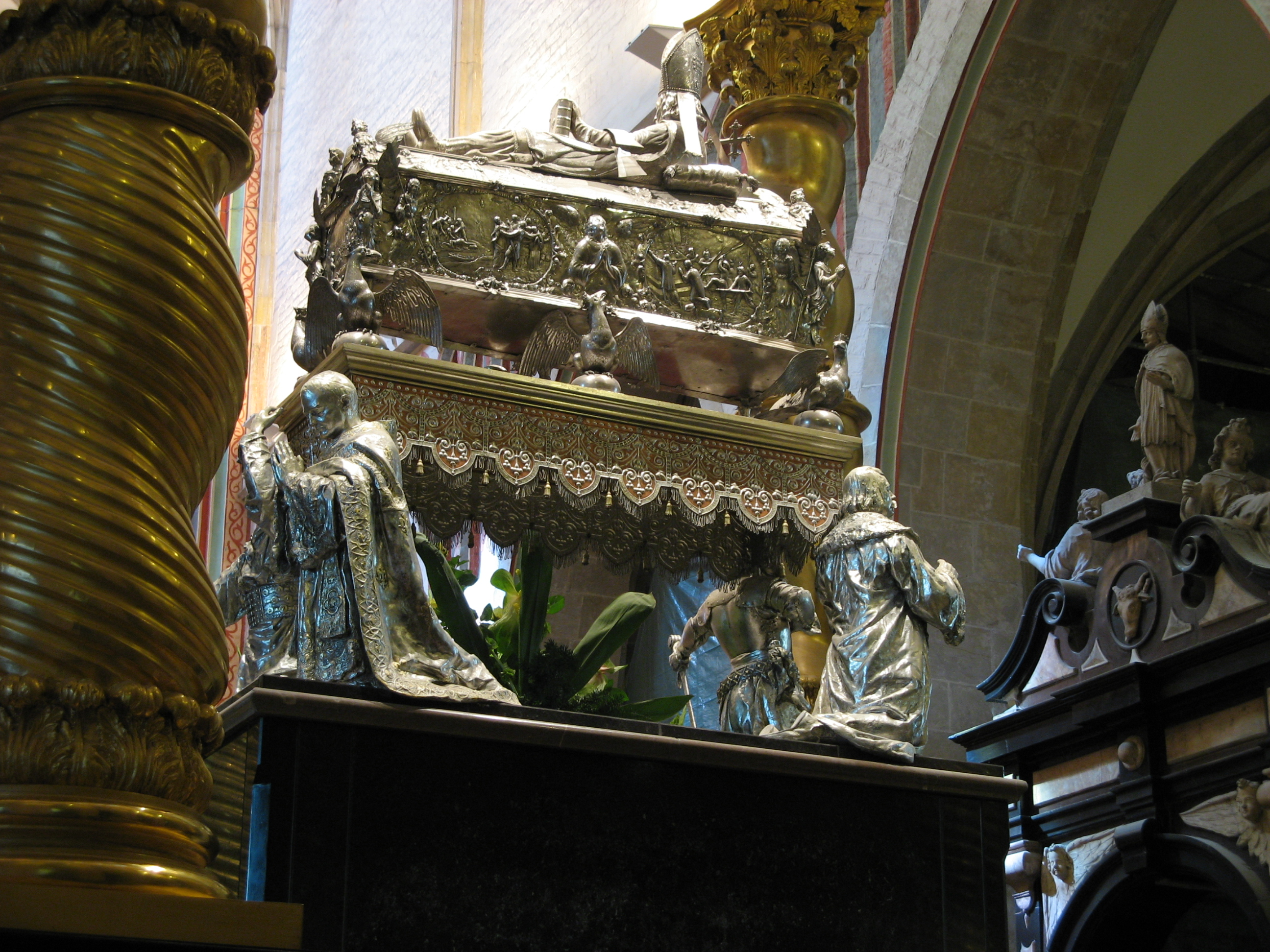
Reliquiario d'argento contenente la reliquia di sant'Adalberto nella cattedrale di Gniezno

Dopo la sua morte nel 997 durante una missione tra le tribù prussiane pagane, il vescovo Adalberto di Praga fu rapidamente canonizzato dallo sforzo comune del duca Boleslao I e dell'imperatore Ottone III. Così, Adalberto divenne il primo vescovo slavo a diventare un santo. Il suo corpo, riacquistato da Boleslao dai prussiani per il suo peso in oro, fu messo in una tomba nella cattedrale di Gniezno, che divenne il centro ecclesiastico della Polonia.
Secondo le cronache di Tietmaro di Merseburgo, Ottone III, che era stato amico e allievo di Adalberto, si impegnò in un pellegrinaggio partendo dall'Italia alla tomba di Sant'Adalberto a Gniezno, nel suo tentativo di estendere l'influenza del cristianesimo nell'Europa orientale e di rinnovare il Sacro Romano Impero basato sul concetto di renovatio Imperii Romanorum, un concetto che vedeva i ducati polacchi e ungheresi elevati a federati orientali dell'impero. Nell'ambito di questa politica, elevò il principe Stefano I d'Ungheria a re con la Corona di Santo Stefano.
La dinastia polacca dei Piast di Mieszko I aveva esteso il suo dominio oltre il fiume Oder, dove le loro pretese di potere si scontrarono con gli interessi del margravio della marca Geronis Gero I il Grande. Dopo la sua sconfitta da parte delle truppe di Gero nel 963, Mieszko decise di venire a patti con l'imperatore Ottone I e accettò di pagare un tributo per questa parte delle sue terre. A sua volta ottenne il titolo di amicus imperatoris ("Amico dell'Imperatore") e il riconoscimento della sua posizione di Dux della Polonia. Egli perpetuò con questa politica di convergenza con l'Impero sposando nel 978 Oda di Haldensleben, figlia del margravio della marca del Nord Teodorico di Haldensleben, e facendo sposare suo figlio Boleslao I con una figlia del margravio di Meißen Rikdag. Tuttavia, per precauzione, poco prima della sua morte, avvenuta nel 992, mise il suo regno (Civitas Schinesghe, il primo nome documentato del regno di Polonia) sotto la protezione di Papa Giovanni XV secondo il regesto dagome iudex.
Quando suo figlio Boleslao gli succedette, la Polonia rimase alleata dell'Impero nelle campagne contro le tribù dei Lutici. L'imperatore Ottone II, padre di Ottone III, morì all'età di 28 anni nel 983 e la moglie Teofano divenne reggente per il re bambino Ottone III. Nel 996 Ottone III fu incoronato imperatore del Sacro Romano Impero a Roma. Al momento del congresso di Gniezno nel 1000, aveva 20 anni.

## L'atto

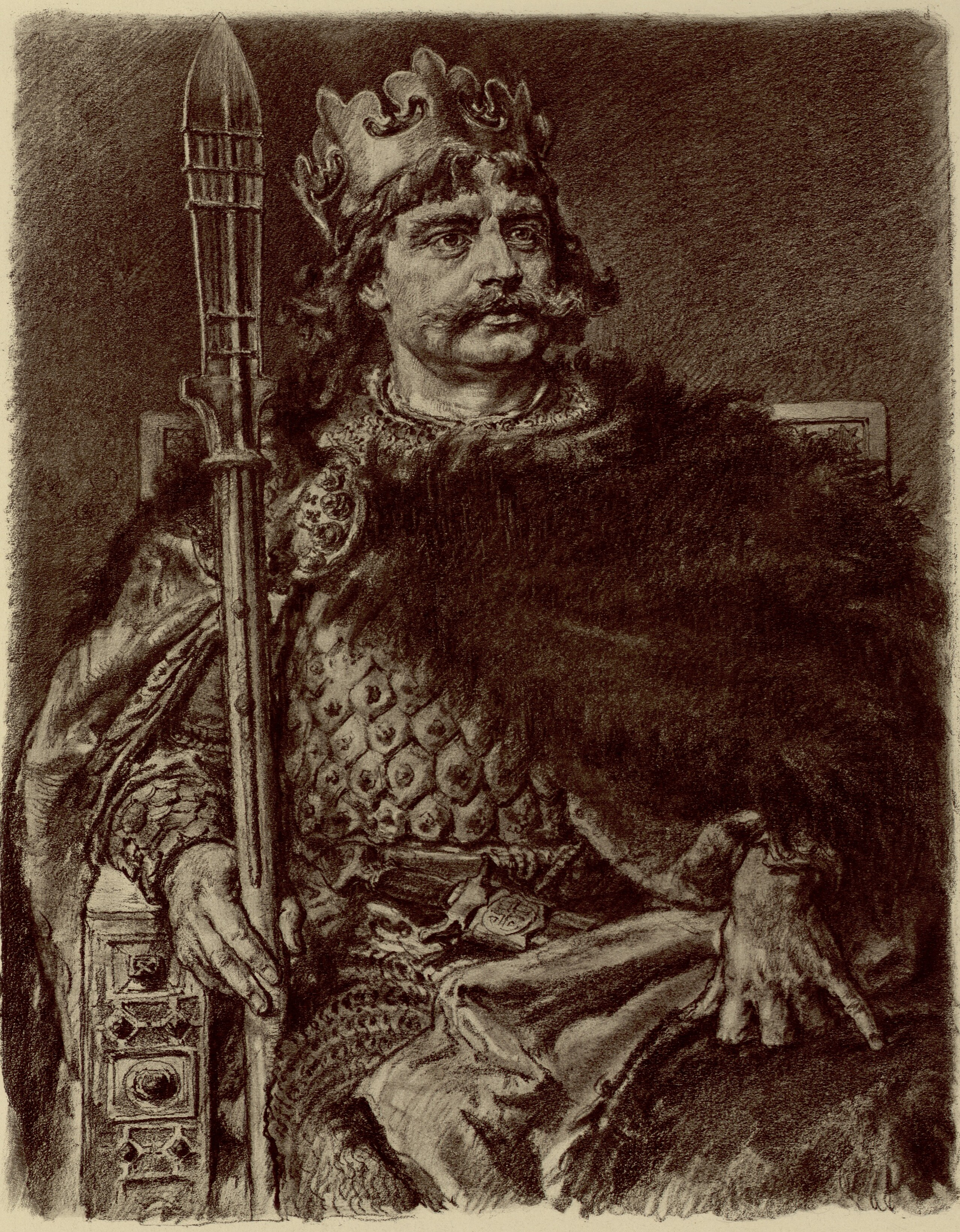
Ritratto di Boleslao con la replica della Sacra Lancia, dipinto di Jan Matejko (1838–1893)

In pellegrinaggio a Gniezno, l'imperatore Ottone III fu ricevuto da Boleslao al confine polacco sul fiume Bóbr vicino a Małomice. Il vescovo Ungero di Poznań lo scortò a Gniezno. Tra il 7 e il 15 marzo Ottone investì Boleslao con i titoli di frater et cooperator Imperii ("fratello e partner dell'Impero") e populi Romani amicus et socius come reso nella Cronaca polacca del 1115 dal cronista di Cracovia Gallus Anonymus, il primo autore della storia polacca. Non è stato ancora definitivamente stabilito se l'atto abbia portato ad un'elevazione di Boleslao allo status di re. In ogni caso, Boleslao si fece incoronare re di Polonia nella cattedrale di Gniezno nel 1025.
Nella stessa visita, Ottone III elevò Gniezno al grado di arcivescovado. Furono create tre nuove diocesi subordinate a Gniezno: il vescovato di Cracovia (assegnato al vescovo Poppo), il vescovato di Breslavia (assegnato al vescovo Jan) e il vescovato di Kołobrzeg in Pomerania (assegnato al vescovo Reinbern). Gaudezio, fratello di sant'Adalberto, divenne il primo arcivescovo di Gniezno. Ottone III diede a Boleslao una replica della sua Lancia Sacra, parte delle regalie imperiali, e Boleslao diede in cambio una reliquia all'Imperatore, un braccio di sant'Adalberto.
Lo status del vescovato di Poznań del vescovo Unger, la cui diocesi aveva già compreso Gniezno in precedenza e che non aveva sostenuto la creazione di un'arcidiocesi separata a Gniezno, è anche oggetto di dibattito storico. Una visione sostiene che rimase indipendente e Unger fu vescovo missionario direttamente subordinato al papa, mentre un'altra teoria sostiene che la diocesi fu annessa all'arcivescovado di Magdeburgo, la più vicina provincia ecclesiastica tedesca. Tuttavia la maggior parte degli storici ritiene che il congresso abbia stabilito la completa indipendenza ecclesiastica della chiesa polacca da Magdeburgo.
Successivamente Boleslao accompagnò Ottone III sulla via del ritorno in Germania. Entrambi procedettero alla tomba di Carlo Magno nella cattedrale di Aquisgrana, dove Boleslao ricevette in dono il trono di Carlo Magno. Entrambi organizzarono il fidanzamento del figlio di Boleslao Mieszko II Lambert con la nipote dell'imperatore Richeza di Lotaringia.

## Conseguenze
A causa della morte prematura di Ottone nel 1002, le sue politiche della renovatio non furono pienamente realizzate. Il re Enrico II, successore di Ottone, cambiò le politiche dell'impero. Boleslao sostenne il rivale di Enrico, il margravio di Meißen Eccardo I, allargò il regno polacco annettendo la marca della Lusazia e le terre dei Milceni, e salì anche sul trono boemo, interferendo con gli interessi di Enrico. Durante un incontro con Enrico II a Merseburg, Boleslao fu attaccato dagli uomini di Enrico e scampò alla morte per un soffio. Di conseguenza gli eccellenti rapporti tra l'Impero e la Polonia, sanciti dal congresso di Gniezno, si trasformarono in rapporti di ostilità, che presto sfociarono in una guerra tedesco-polacca che si concluse con la pace di Bautzen del 1018. 

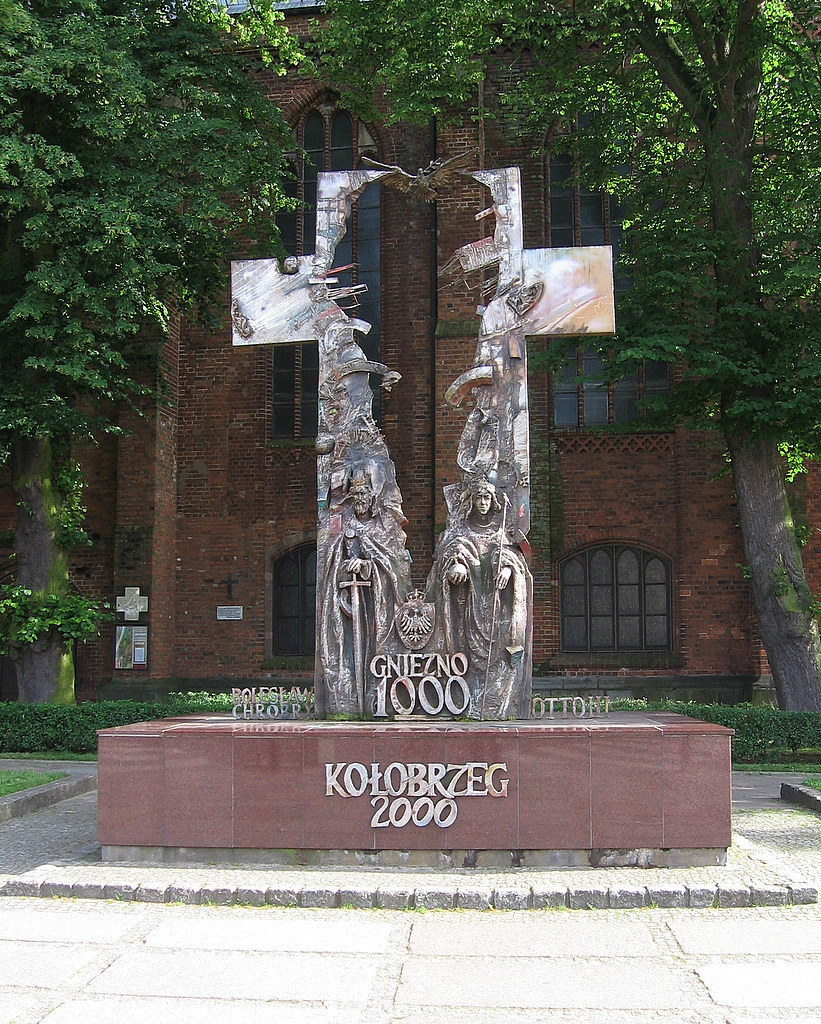
Memoriale eretto nel 2000 a Kołobrzeg

Fu solo dopo la morte di Enrico, avvenuta nel 1024, che Boleslao riuscì ad ottenere il consenso papale per l'incoronazione come re polacco. La diocesi di Pomerania di Kołobrzeg, fondata a seguito del congresso di Gniezno, fu rovesciata da una rinascita pagana dei Pomerani intorno al 1007 e il vescovo Reinbern fu costretto a tornare alla corte di Boleslao.
La creazione dell'arcidiocesi separata di Gniezno, direttamente subordinata alla Santa Sede piuttosto che a un'arcidiocesi tedesca, mantenne la Polonia indipendente dal Sacro Romano Impero durante tutto il Medioevo. Intorno al 1075 il vescovato di Poznań divenne una diocesi suffraganea di Gniezno. L'arcidiocesi controllò quindi l'intero regno della dinastia Piast, come confermato dalla bolla papale di Gniezno nel 1136.